# Klobčar
Klobčar je priimek v Sloveniji, ki so ga  po podatkih Statističnega urada Republike Slovenije na dan 1. januarja 2010 uporabljale 103 osebe.  

## Znani nosilci priimka
- Damjan Klobčar (*1975), strojnik
- David Klobčar, arhitekt, kipar?
- Janez Klobčar, pevec tenorist, zborovodja?
- Marija Marjanca Klobčar (r. Ftičar) (*1959), etnologinja
- Teja Klobčar, muzikologinja